# 柴朴湯
柴朴湯（さいぼくとう）は漢方処方
の一つ。小柴胡湯と半夏厚朴湯の合方で、小柴胡湯合半夏厚朴湯とも称した。

## 効果・効能
いずれも気滞に効果がある小柴胡湯と半夏厚朴湯を合わせた処方で、のど、胸部、脇腹と守備範囲が広いことが特徴である。体力中程度の者に対しのど・食道の異物感、慢性の咳による息苦しさ、去痰に有効で、気管支喘息による胸部の不快感に補助的に用いることも可能である。
同様に気滞に効く合方には、小柴胡湯と香蘇散を合わせた柴蘇飲がある。小柴胡湯と五苓散の合方である柴苓湯が明の時代に著された『万病回春』を出典とするのに対し、柴朴湯と柴蘇飲は『本朝経験方』、すなわち日本で経験的に用いられてきた処方である。

## 組成
柴胡7、半夏5-8、生姜1-2（ヒネショウガを使用する場合3-4）、黄芩3、大棗3、人参3、甘草2、茯苓4-5、厚朴3、蘇葉2-3

## 副作用
胃の不快感、膀胱炎様症状、発疹・発赤・かゆみが生じることがある。重い副作用として間質性肺炎や、甘草が含まれることから偽性アルドステロン症が生じる場合がある。

## 製薬会社
ツムラ、クラシエから販売されており、日本の公的医療保険制度の適用が可能である。